# Георги Гьолски
Георги Гьолски е български народен певец.

## Биография
Георги Гьолски е роден на 29 октомври 1956 г., потомък на певчески род от с. Друган. За певческите изяви на дедите му се разказват легенди. Малкият Гошо застава за първи път на сцената още във 2 клас, пеейки македонски песни. Първите му учителки по пеене също забелязват дарбата, която има и до днес той не слиза от сцената. Постепенно с годините той обогатява репертоара си, който включва македонски, сръбски, родопски и красивите и трудни шопски песни. През ноември 1980 г. създава един от най-популярните си хитове – песента Русалина. Появяват се песните: „Богиня на любовта“ и „Лазура“ – 1984, през 1987 г. песните „Соколица“ и изключителния хит „Рада Радомирка“, който и до днес звучи по радиа и телевизии. Гьолски пее няколко години като хоноруван певец в „Дом на миньорите“ и „Двореца на културата“ в Перник. Благодарение на активната певческа дейност, която дотогава певеца развива, а тя включва повече от 2000 сценични изяви, песните оцеляват и достигат до шефа на Музикална къща „Фолктон“. Впечатлен от песните и от топлия, кадифен глас на певеца, той му помага и издава първия му албум. Аранжимент на песните правят Орхан Мурат и Станимир Колев известни по това време като „Южен полъх“. Георги Гьолски продължава да пише като използва текстове и на други поети и текстописци като: Здравко Георгиев, Елка Боянова, Ламар и др. През 1998 издава и втория си албум и първа видеокасета – „Отлетяла“. Аранжиментите получава от големия български музикант – акордеонист и гайдар Александър Райчев. През есента на 2007 г. участва в местните избори в Радомир като кандидат за общински съветник от листата на коалиция „Бъдеще за Радомир“. Последният и най-нов албум на изпълнителя се казва „33 години с авторските песни на Георги Гьолски“, който излезе по магазините преди броени месеци. В него са включени някои от най-големите хитове на народния певец, както и нови, запомнящи се песни, сред които: „Немой Севде“, „Сакам да се женим“ и „Убава е моя Неда“. Днес, Георги Гьолски, един от символите на българщината и народните традиции в Граовския край продължава активната си творческа дейност по концерти, събори и др. веселия в страната и чужбина.

## Дискография
- 1995 – „Русалина“ (MC/CD)
- 1998 – „Отлетяла“ (MC/CD)
- 1999 – „Отлетяла“ (VHS)
- 2000 – „Бикини и мартини“ (MC/CD)
- 2007 – „Георги Гьолски. Видеоклипове“ (DVD)
- 2008 – „33 години с авторските песни на Георги Гьолски“ (MC/CD)